# Igarka
Igarka è una città della Russia di 3 450 abitanti (2025) della Russia, situata nel kraj di Krasnojarsk, in Siberia. 
È un porto fluviale sul fiume Jenisej, per il trasporto del legname e dei prodotti minerari. Igarka è stata dichiarata città chiusa.

## Storia
Igarka venne fondata nel 1929 in quanto la zona veniva considerata come una delle terre più ricche per quanto riguarda le materie prime al nord del paese, inoltre era circondata da fitte foreste. Nel 1931 è diventata la prima città industriale a Nord della regione di Krasnoyarsk
Dopo la fine della seconda guerra mondiale, nel periodo che portò alla divisione del mondo in una bipolarizzazione fra U.S.A. ed U.R.S.S, si tentò senza successo di far diventare Igarka come un fondamentale punto di approdo o di passaggio dal punto di vista del trasporto.
Nel 1949 Stalin infatti iniziò un progetto di collegamento ferroviario della città con Salekhard ma alla sua morte, nel 1953, il progetto (che costò la vita a migliaia di prigionieri dei Gulag) venne abbandonato. La maggior parte dei detenuti che vi lavorarono erano esponenti dell'intellighenzia pietroburghese. Gli artefatti e i documenti relativi alla costruzione di questa linea, definita Cantiere N° 503, sono oggi conservati nel locale Museo del Permafrost.

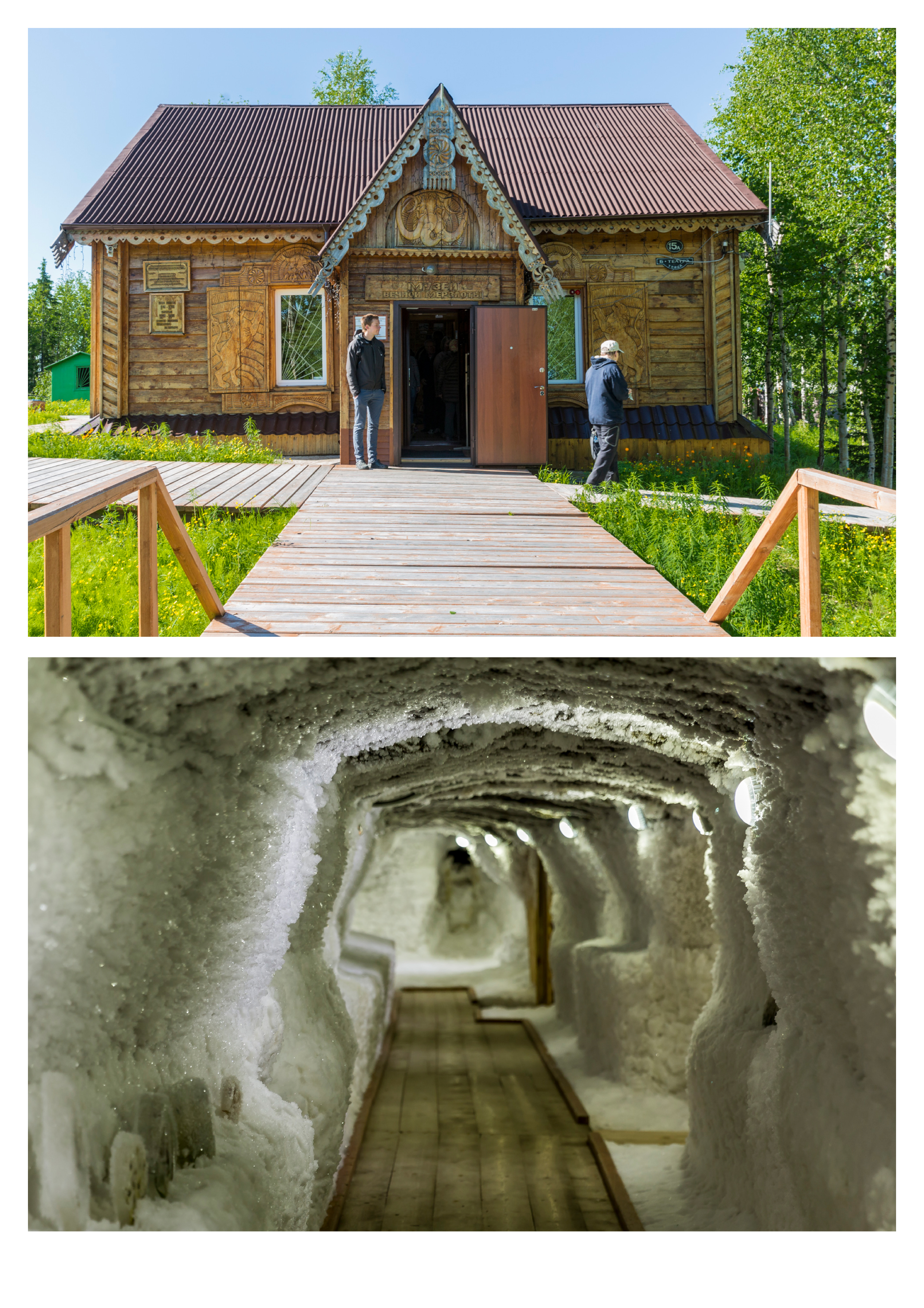
Il Museo del Permafrost

## Società

### Evoluzione demografica
| 1939   | 1959   | 1967   | 1970   | 1979   | 1989   | 1996   | 2002  | 2007  | 2010  | 2016  | 2020  |
| ------ | ------ | ------ | ------ | ------ | ------ | ------ | ----- | ----- | ----- | ----- | ----- |
| 23 600 | 14 300 | 18 000 | 15 600 | 16 300 | 18 820 | 14 900 | 8 627 | 7 300 | 6 554 | 4 975 | 4 319 |

## Infrastrutture e trasporti

### Aeroporto
La città è servita dall'aeroporto di Igarka (uno scalo d'emergenza per il vicino aeroporto di Noril'sk-Alykel'). I voli di linea delle compagnie aeree russe UTair, Katekavia, Daghestan Airlines collegano Igarka d'inverno con Surgut, Krasnojarsk, d'estate inoltre con Samara, Ufa. All'aeroporto effettua i voli charter la russa Weltall-Avia.

## Clima
| Igarka (1991-2020) Fonte: | Mesi         | Mesi         | Mesi         | Mesi         | Mesi         | Mesi        | Mesi        | Mesi        | Mesi         | Mesi         | Mesi         | Mesi         | Stagioni | Stagioni | Stagioni | Stagioni | Anno  |
| Igarka (1991-2020) Fonte: | Gen          | Feb          | Mar          | Apr          | Mag          | Giu         | Lug         | Ago         | Set          | Ott          | Nov          | Dic          | Inv      | Pri      | Est      | Aut      | Anno  |
| ------------------------- | ------------ | ------------ | ------------ | ------------ | ------------ | ----------- | ----------- | ----------- | ------------ | ------------ | ------------ | ------------ | -------- | -------- | -------- | -------- | ----- |
| T. max. media (°C)        | −23,2        | −20,1        | −10,4        | −2,7         | 4,2          | 16,5        | 21,2        | 17,1        | 9,1          | −2,6         | −16,1        | −21,0        | −21,4    | −3,0     | 18,3     | −3,2     | −2,3  |
| T. media (°C)             | −27,2        | −24,7        | −16,4        | −9,0         | −0,6         | 10,9        | 15,6        | 12,3        | 5,3          | −5,7         | −20,1        | −24,9        | −25,6    | −8,7     | 12,9     | −6,8     | −7,0  |
| T. min. media (°C)        | −31,5        | −29,1        | −21,7        | −14,7        | −4,8         | 6,2         | 10,7        | 8,3         | 2,3          | −8,5         | −24,1        | −29,1        | −29,9    | −13,7    | 8,4      | −10,1    | −11,3 |
| T. max. assoluta (°C)     | 1,2 (2007)   | 0,7 (1980)   | 7,2 (2016)   | 13,3 (2016)  | 27,8 (2011)  | 33,6 (2002) | 34,0 (2013) | 31,3 (1945) | 24,8 (1945)  | 14,6 (2009)  | 3,1 (1938)   | 1,0 (1969)   | 1,2      | 27,8     | 34,0     | 24,8     | 34,0  |
| T. min. assoluta (°C)     | −55,2 (1979) | −54,8 (1979) | −51,8 (1992) | −42,8 (1987) | −29,1 (1986) | −9,0 (1968) | −0,7 (1946) | −3,9 (1964) | −14,3 (1973) | −38,9 (1977) | −49,5 (2014) | −55,5 (1984) | −55,5    | −51,8    | −9,0     | −49,5    | −55,5 |
| Precipitazioni (mm)       | 34           | 31           | 35           | 34           | 36           | 57          | 52          | 71          | 56           | 64           | 49           | 45           | 110      | 105      | 180      | 169      | 564   |